# Si ce soir…
 (avril 2021).
Si vous disposez d'ouvrages ou d'articles de référence ou si vous connaissez des sites web de qualité traitant du thème abordé ici, merci de compléter l'article en donnant les références utiles à sa vérifiabilité et en les liant à la section « Notes et références ».
Albums de Patrick Bruel
Alors regarde
(1989) Bruel
(1994)
Singles
1. Qui a le droit
Sortie : 30 septembre 1991

Si ce soir… est le deuxième album live de Patrick Bruel sorti en 2 volumes en novembre 1991. L'album résume la tournée de Alors Regarde. 
Qui a le droit est le single qui a porté l'album live dans le haut du top album.

## Titres du volume 1
1. Alors regarde
2. Même si on est fou
3. Flash back
4. L'appart
5. Elle m'regardait comme ça
6. De face
7. J'te l'dis quand même
8. La fille de l'aéroport
9. Samba em Prelúdio
10. Que sera, que sera
11. Décalé
12. Musique vieille
13. Partir ailleurs

## Titres du volume 2
1. Comment ça va pour vous ?
2. J'roule vers toi
3. Marre de cette nana-là
4. Place des grands hommes
5. Jef
6. Dors
7. Casser la voix
8. Rock, haine, rôles
9. Qui a le droit…
10. À tout à l'heure

## Certifications
| Pays   | Association  | Certification | Ventes/Équivalence |
| ------ | ------------ | ------------- | ------------------ |
| Canada | Music Canada | 2x platine    | 200 000            |